# Jürgen Riethmüller
Jürgen Riethmüller (* 1967 in Stuttgart) ist ein deutscher Historiker und Kulturwissenschaftler.

## Leben
Jürgen Riethmüller studierte Geschichte und Politikwissenschaften an der Universität Stuttgart. Er wurde 1999 mit einer Dissertation über die Anfänge des demokratischen Denkens in Deutschland zum Dr. phil. promoviert, die bei Axel Kuhn verfasst wurde. Für diese Arbeit erhielt er den Förderpreis für junge Wissenschaftler und Künstler des Rotary Clubs Stuttgart (Hauptpreis). Danach folgte bis 2001 eine Lektorats- und journalistische Tätigkeit, unter anderem für die Zeit und Intro.
Vom damaligen Professor Diedrich Diederichsen an die Merz Akademie in Stuttgart geholt, lehrt Riethmüller dort seit 2001 als Wissenschaftlicher Mitarbeiter für Kulturwissenschaften, Kunstgeschichte und Text.
Nach seinen Arbeiten zur Ideengeschichte des ausgehenden 18. Jahrhunderts und insbesondere zu Johann Adolph Dori beschäftigt sich Riethmüller in seinen kulturwissenschaftlichen Monografien mit den Gefährdungslagen der Demokratie infolge der Digitalisierung und den tiefgreifenden kulturellen Prozessen der neoliberalen Ära. Sein interdisziplinärer Ansatz verknüpft Überlegungen des Poststrukturalismus, der Systemtheorie und der kritischen Theorie.
In seinen Werken, wie Kontrollgesellschaft außer Kontrolle (2006) über Populärkultur und Politik, Die Aufgabe der Ästhetik (2008) über Ästhetik und Ästhetisierungsprozesse der Gegenwart, Der graue Schwan (2012) über Paradoxien der Wissensgesellschaft und Kalkül der Scham (2020) über das globale Erstarken des Rechtspopulismus, argumentiert er, dass Mediatisierungsphänomene des Digitalen und die politisch-ökonomischen Bedingungen der „neoliberalen Hegemonie“ zu einer „Erosion von Bedeutung“ geführt haben. Diese Entwicklung sieht er als Kehrseite einer umfassenden „Refundamentalisierung“, die sich unter anderem im globalen Erstarken des Islamismus und diverser Rechtspopulismen sowie in der Konjunktur von Verschwörungserzählungen und zunehmender Wissenschaftsskepsis zeigt.
Seit 1998 hat Riethmüller literarische Werke unter dem Pseudonym „Justin Larutan“ veröffentlicht.

## Schriften (Auswahl)
- 2001: Die Anfänge des demokratischen Denkens in Deutschland. Demokratische Staatsphilosophie, Grundlegung einer demokratischen Verfassungstradition und Ausstrahlung auf die Unterschichten im ausgehenden 18. Jahrhundert. Neuried: Ars Una. ISBN 3-89391-114-6.
- 2002: Die Anfänge der Demokratie in Deutschland. Erfurt: Sutton. ISBN 3-89702-343-1.
- 2005: Kontrollgesellschaft außer Kontrolle? Perspektiven kritischer Theorie im Zeitalter der Globalisierung. Stuttgart: Edition Merz & Solitude. ISBN 3-937982-06-X.
- 2008: Die Aufgabe der Ästhetik. Versuch einer diskurstheoretischen Perspektivierung. Stuttgart: Edition Merz & Solitude. ISBN 3-937982-20-5.
- 2012: Der graue Schwan. Prolegomena zum Wissen in der „Wissensgesellschaft“. Paderborn: Fink Verlag. ISBN 3-7705-5427-2.
- 2020: Kalkül der Scham. Der graue Schwan. Der soziale Affekt und das Politische. Berlin: Kadmos. ISBN 978-3-86599-440-0.